# Доба Меровінгів в Норвегії
Доба Меровінгів — період ранньої історії Норвегії (близько 570—800 рр. н. е.). Її початок збігається із початком пізньої залізної доби, яка має різні назви в Скандинавії: в Данії — пізня германська залізна доба, у Швеції — Вендельський період. У Норвегії період поділяється на три етапи згідно з археологічними критеріями: 1 етап — 570—650 рр., 2 етап — 650—750 рр., 3 етап — 750—800 рр. На території Скандинавії за германською залізною добою йде епоха вікінгів.
Підставою означення даного проміжку часу за іменем франкської династії став вплив північно-західної і західноєвропейської культур Ірландії, Англії і Франкської держави Меровінгів на культурний розвиток держав Балтики в період з кінця VI по VIII ст. Для деяких областей Скандинавії, і Норвегії зокрема, цей вплив став визначальним.

## Перехідний етап
До VII—VIII століть лінгвісти відносять відособлення норманів від германської мовної спільноти. Саме в цей час поширюються два найважливіших винаходи: залізний леміш плуга і прямокутне вітрило на кільових суднах.
Перехідний етап між Великим переселенням народів і добою Меровінгів відзначено змінами в кількох сферах. По-перше — зміни в декоративному мистецтві, а також зміни в спорудженні житла і поховальних звичаях. В цей же час відбуваються значні зміни і в мові (синхронізація). Ці зміни оцінюються негативно, оскільки в кінці 500-х рр. спостерігався загальний спад. За однією теорією, причинами були епідеміях чуми, або погіршення клімату. За період від 540 р. і аж до початку VII ст. епідемія знелюднила обширні території. Археологічні знахідки з покинутих садиб у Рогаланні й Агдері свідчать про вимирання людей та занепад поселенень наприкінці епохи Великого переселення народів. Однак висувалися й інші пояснення демографічної кризи. Одна з теорій полягала в тому, що в тодішній Європі відбулася реорганізація торгових шляхів, і це відобразилося на кількості знайдених матеріальних артефактів. Інші вважають, що радикальне зменшення кількості поховальних знахідок, навпаки, є результатом консолідації влади і того факту, що великі пишні поховальні обряди більше не були потрібні.
Вважається, що великі і радикальні зміни почали відбуватися приблизно в 600-х роках.
Деякі поховання, які продовжували використовуватися з VI по ХІ ст., містили кістки представників знаті, покладені в човнах разом із спорядженням — зброєю, предметами побуту і продовольством. Заможних людей після смерті ховали в землі, і цей звичай, імовірно, було запозичено у Меровінгів. Контакти з германськими общинами на континенті призвели до появи багатьох нових культурних особливостей. Тісні зв'язки з меровінгзьким і навіть лангобардським середовищем можна помітити за багатьма деталями прикладного мистецтва, типом прикрас, технікою художнього оформлення і багатими орнаментальними сюжетами.
Знання того, як використовувати силу вітру для руху кораблів, тобто як використовувати вітрила, прийшло в цей регіон з півдня в VI або, найпізніше, в VII ст. Це було особливо важливим нововведенням в умовах Скандинавії, де морські зв'язки були невід'ємною культурною особливістю.

## Економіка і сільське господарство
Домогосподарств в період Меровінгів було мало, на південному заході Норвегії ферми були в запустінні. Трохи більше поселень було в Східній, північній Норвегії, регіоні Ругаланн. В центральному сільськогосподарському регіоні Хедмарк населення було малочисленним, але під час останніх інтенсивних досліджень археологічних пластів було виявлено сліди деяких споруд. Вони істотно не відрізняються від споруд епохи Великого переселення народів. Втім в період Меровінгів сільське господарство за багатьма ознаками було основою економіки, вводилися нові форми землеробства, а поголів'я худоби навіть зросло в цей період. Розводили в основному велику рогату худобу, овець чи кіз, а іноді і коней. Вирощували зерно, передусім ячмінь, іноді жито, частіше пшеницю. Істотним нововведенням в обробці землі було використання плуга із залізним лемешем і оборотних ручних млинів для розмелу зерна. До вироблених продуктів харчування додавалися продукти, отримані за допомогою мисливства, рибальства і збиральництва.
Дослідження ранніх форм земельної власності в період, який передував добі вікінгів, спирається в основному на археологічний матеріал, а також на аналіз пам'яток права ХІ–ХІІ ст.
Деякі вчені вважають, що за реструктуризацією сільськогосподарського ландшафту близько 600 р. н. е. стояли заможні землевласники і самостійні селяни (бонди), які сиділи на землях ще з часів пізньої Римської імперії і до епохи Великого переселення народів.
Є вагомі причини вважати, що фундамент суспільства вікінгів і шаблон поселень були закладені в добу Меровінгів землевласниками, які на основі своїх основних господарств контролювали все більше дрібних земель, які оброблялися неоплачуваною працею.

## Ремесла
Розвивалися мисливські галузі — виробництво м'яса, шкіри, рибальство, хутро лисиць. В похованнях знаходили рештки одягу, пов'язаного з такими ремеслами. Може здатися, що це поховання мисливців. Але археологи знаходили великі виробництва поблизу населених місць. Можливо, було дві форми виробництва: кустарне і професійні майстерні.

## Металургія
В ті часи формувалася культура обробки заліза. Цей метал отримували із місцевих лугових чи озерних руд, і він мав високу якість. Залізо стало основною сировиною для виробництва інструментів і зброї. Частини одягу і прикрас все ще виготовляли із бронзи, срібла чи золота. Виробництво заліза зростало в часи, які передували залізній добі, аж до 500-х рр., після чого спостерігався серйозний спад, особливо в регіоні Треннелаг в центральній Норвегії. Згодом воно відновилося, але, очевидно, в меншому масштабі. Або залізо почали виробляти в нових областях, наприклад, в районах біля Мьосстронд в регіоні Телемарк. Тут залізні копальні з'являються біля поселень, що може вказувати на те, що в них жили люди, які займалися виробництвом заліза.
Багато поховань, особливо у західній Норвегії, містять ковальські інструменти. Іноді трапляється велика кількість різних інструментів, що свідчило про поховання великого майстра.
Ковальське мистецтво було високорозвинене. Переважна більшість знайдених мечів було виготовлено в Норвегії, або принаймні в скандинавському регіоні. Іноземні мечі трапляються доволі рідко, на відміну від епохи вікінгів.
Озброєння було іншим в добу Меровінгів. Спатха (або спата), кельтський двосічний меч ранньої залізної доби, заміняється на односічний меровінгський, а два традиційних списи заміняються одним великим. Вплив, ймовірно, походив із Франкського королівства. Зміни в озброєнні, яке знайдено в похованнях, відображають всю нову бойову техніку. Нова броня з важким списом передбачає, що людина перейшла в організований загін із жорсткішою дисципліною.

## Поховальні звичаї
Простежуються значні зміни в похованнях. Глиняні труни виходять з ужитку. Кургани стають меншими і простішими, або померлий поміщається в плоску могилу. Могила виглядає простішою, ніж в епоху Великого переселення народів, з неї майже повністю зникає кераміка, посуд із скла і бронзи. Переважають залізні предмети.
До 1 етапу доби Меровінгів відноситься група поховань в регіоні Треннелаг і Східній Норвегії, в якій виділяється кілька багатших могил. В них, зокрема, знайдено іноземну зброю, це так звані кільцеві мечі, дорогоцінні ремені, і зношені шоломи. Цю археологічну знахідку часто називають Океркомплексом після багатого Окерфунна, який знайшли в 1862 році біля місцевості Окер в коммуні Ванг поблизу міста Хамар (регіон Хедмарк). Ці поховання свідчать про зв'язки з подібним заможним середовищем в Упсалі, особливо тамтешні багаті поховання у Венделі і Вальсгарді на північ від Упсали. Також можна побачити подібність зі знахідками із затонулого корабля в Саттон-Ху в Саффолку (Англія). Ці предмети також свідчать і про контакти із Франкською державою, чиї північно-східні області протягом VII ст. переживали послідовний підйом економіки і торгівлі, формуючи західну гілку морських торгівельних шляхів, і втягуючи в неї Британію, Ютландію, Скандинавію.
Деякі дослідники говорять про концентрацію влади на сході в добу Меровінгів, де міцнішають зв'язки з данцями, особливо в 700-х рр. В Західній Норвегії більш явним був франкський вплив.
В Швеції і Данії, а також деякою мірою в Норвегії, нові методи археологічних досліджень дали знання про новий тип поселень в добу Меровінгів, — так звані центральні місця, які були регіональними політичними, економічними і релігійними центрами.

## Імпорт і торгівля
На третьому етапі доби Меровінгів з'являються перші ознаки стилю вікінгів в зброї і ювелірних виробах. Стає більш помітним соціальне розшарування, принаймні в деяких частинах країни. Найбільш помітною археологічною знахідкою цього періоду є поховання затонулого корабля в кургані Сторхауг біля протоки Кармсундет на північ від комуни Авальдснес в регіоні Ругаланн. Вона датується другою половиною 700-х рр. і відповідно, вона старша, ніж знахідка корабля вікінгів в кургані Озеберг недалеко від міста Тенсберг у Вестфоллі. Тепер іноземні предмети стали частіше знаходити в похованнях, що свідчить про часті контакти з франкськими, фризькими і англосаксонськими регіонами.
Це стало наслідком появи перших центрів «північної торгівлі» вже на початку 700-х рр. «При всій своїй нечіткій структурі, вони стали місцем кристалізації якісно нових соціально-економічних функцій. Тут концентрувалася торгівля і зароджувалося ремесло, розвивалися форми міського самоуправління і права, формувалися нові соціальні групи — купці та ремісники. І хоча семантичний збіг wik — vikingr залишається дискусійним, історичний взаємозв'язок цих явищ безсумнівний: обидва належать до перехідної епохи, втілили її генеральні тенденції розвитку».
Перша норвезька доба Скірінгссаль (Каупанг) була тісно пов'язана з північноєвропейськими морськими центрами. Поселення виникло на виході із Осло-фьорда у відкритому морі, на південній окраїні ареалу «королівських курганів» Вестфольда, біля підніжжя скелястої гряди, вздовж берегу зручної бухти, захищеної низкою островів.